# ФК Партизан сезона 2020/21.
Сезона 2020/21. је 74. сезона у историји Партизана и 15. сезона од оснивања Линглонг Суперлиге Србије.

## Управа клуба

### Менаџмент
| Председник клуба            | Милорад Вучелић           |
| Генерални директор          | Милош Вазура              |
| Спортски директор           |                           |
| Потпредседник клуба         | Проф. др Владимир Вулетић |
| Председник омладинске школе | Недељко Костић            |

### Управни одбор
| Председник клуба         | Милорад Вучелић           |
| Потпредседник клуба      | Проф. др Владимир Вулетић |
| Генерални директор клуба | Милош Вазура              |
| Члан управног одбора     | Милан Обућина             |
| Члан управног одбора     | Драгољуб Траиловић        |
| Члан управног одбора     | Проф. др Зоран Рајић      |
| Члан управног одбора     | Владимир Брновић          |
| Члан управног одбора     | Душан Јовановић           |
| Члан управног одбора     | Миломир Глигоријевић      |

### Надзорни одбор
| Председник надзорног одбора | Милош Костић       |
| Члан надзорног одбора       | Милош Марковић     |
| Члан управног одбора        | Стојанче Ристевски |
| Члан управног одбора        | Вељко Делибашић    |
| Члан управног одбора        | Младен Николић     |

## Стручни кадар

### Стручни штаб
| Шеф стручног штаба       | Александар Станојевић |
| Помоћни тренер           | Игор Дуљај            |
| Помоћни тренер           | Страхиња Пандуровић   |
| Помоћни тренер           | Бранко Вукашиновић    |
| Помоћни тренер           | Бранимир Мићевић      |
| Тренер голмана           | Немања Јовшић         |
| Главни кондициони тренер | Марко Стојановић      |
| Кондициони тренер        | Миша Филиповић        |
| Кондициони тренер        | Александар Томић      |
| Секретар стручног штаба  | Милан Милијаш         |
| Тренер аналитичар        | Ненад Цветковић       |
| Тренер аналитичар        | Дамир Елмази          |
| Тренер аналитичар        | Лазар Томић           |

### Медицински тим
| Лекар првог тима        | Др Сеад Малићевић  |
| Лекар првог тима        | Др Сеад Малићевић  |
| Виши физиотерапеут      | Др Синиша Петковић |
| Физиотерапеут           | Виктор Вујошевић   |
| Струковни физиотерапеут | Игор Кртинић       |
| Физиотерапеут           | Љубомир Радека     |
| Физиотерапеут           | Јована Стошић      |
| Физиотерапеут           | Жељко Ђекић        |

### Помоћно особље
| Економ | Раде Вучичевић |
| Економ | Дарко Милићев  |

## Тренутни састав
Од 1. септембра 2020.
| Бр. |           | Позиција | Играч               |
| --- | --------- | -------- | ------------------- |
| 1   | Србија    | Г        | Матија Гочманац     |
| 3   | Камерун   | О        | Маки Бањак          |
|     | Србија    | О        | Александар Миљковић |
| 4   | Србија    | О        | Душан Лалатовић     |
| 5   | Црна Гора | О        | Игор Вујачић        |
| 6   | Израел    | С        | Бибрас Натхо        |
| 7   | Србија    | С        | Денис Стојковић     |
| 9   | Нигерија  | Н        | Умар Садик          |
| 10  | Србија    | С        | Лазар Павловић      |
| 11  | Јапан     | Н        | Такума Асано        |
| 15  | Србија    | О        | Урош Витас          |
| 16  | Србија    | С        | Саша Здјелар        |
| 17  | Србија    | С        | Миљан Момчиловић    |
| 19  | Црна Гора | С        | Александар Шћекић   |
| 20  | Гвинеја   | С        | Сејдуба Сума        |
| 23  | Србија    | О        | Бојан Остојић       |
| 31  | Србија    | О        | Рајко Брежанчић     |

| Бр. |                     | Позиција | Играч                        |
| --- | ------------------- | -------- | ---------------------------- |
| 32  | Србија              | Н        | Никола Штулић                |
| 33  | Србија              | С        | Слободан Станојловић         |
| 41  | Србија              | Г        | Александар Поповић           |
| 50  | Србија              | С        | Лазар Марковић               |
| 70  | Србија              | С        | Никола Чолић                 |
| 72  | Србија              | О        | Слободан Урошевић            |
| 73  | Србија              | О        | Немања Р. Милетић            |
| 77  | Босна и Херцеговина | Н        | Немања Јовић                 |
| 80  | Србија              | С        | Филип Стевановић             |
| 85  | Србија              | Г        | Немања Стевановић            |
| 87  | Србија              | С        | Никола Лакчевић              |
| 88  | Србија              | Г        | Владимир Стојковић (капитен) |
| 91  | Србија              | Н        | Бојан Матић                  |
| 97  | Србија              | Н        | Александар Лутовац           |
| 99  | Србија              | С        | Милан Смиљанић               |

### Повучени бројеви
22 – Саша Илић
Након завршетка играчке каријере дугогодишњег капитена тима Партизана, руководство клуба је 2019. године донело одлуку да се број 22 повуче из даље употребе.

## Трансфери

### Дошли
| Датум              | Позиција | Име и презиме       | Бивши клуб               | Статус         | Извор         |
| 16. јун 2020.      | О        | Маки Бањак          | Олимпија Љубљана         | Трансфер       | [ 5 ] [ 6 ]   |
| 27. јул 2020.      | О        | Душан Лалатовић     | ДАК 1904 Дунајска Стреда | Слободан играч | [ 7 ]         |
| 4. август 2020.    | С        | Денис Стојковић     |                          | Слободан играч | [ 8 ]         |
| 3. септембар 2020. | О        | Александар Миљковић | Алашкерт                 | Слободан играч | [ 9 ]         |
| 2. октобар 2020.   | Н        | Филип Холандер      | Лугано                   | Позајмица      | [ 10 ]        |
| 4. октобар 2020.   | О        | Иван Обрадовић      | Легија Варшава           | Слободан играч | [ 11 ]        |
| 4. октобар 2020.   | С        | Милош Јојић         | Истанбул Башакшехир      | Слободан играч | [ 12 ]        |
| 4. октобар 2020.   | С        | Светозар Марковић   | Олимпијакос              | Позајмица      | [ 13 ]        |
| 1. јануар 2021.    | Н        | Филип Стевановић    | Манчестер Сити           | Позајмица      | [ 14 ]        |
| 8. јануар 2021.    | О        | Марко Живковић      | Вождовац                 | трансфер       | [ 15 ] [ 16 ] |
| 3. фебруар 2021.   | Н        | Алекса Терзић       | Чукарички                | Слободан играч | [ 17 ]        |

### Отишли
| Датум              | Позиција | Име и презиме        | Нови клуб        | Статус          | Извор              |
| ------------------ | -------- | -------------------- | ---------------- | --------------- | ------------------ |
| 30. јун 2020.      | О        | Страхиња Павловић    | Монако           | Истек позајмице | [ 18 ] [ 19 ]      |
| 16. јул 2020.      | Н        | Петар Гигић          | Ујпешт           | Позајмица       | [ 20 ] [ 21 ]      |
| 16. јул 2020.      | Г        | Марко Јовичић        | Инђија           | Слободан играч  | [ 22 ] [ 23 ]      |
| 27. јул 2020.      | Г        | Немања Стевановић    |                  | Прекид уговора  | [ 24 ]             |
| 29. јул 2020.      | С        | Саво Арамбашић       | Металац ГМ       | Позајмица       | [ 25 ]             |
| 31. јул 2020.      | С        | Немања Николић       | Спартак ЖК       | Позајмица       | [ 26 ]             |
| 31. јул 2020.      | С        | Иван Милосављевић    | Вождовац         | Слободан играч  | [ 27 ]             |
| 24. август 2020.   | С        | Слободан Станојловић | Телеоптик        | Позајмица       | [ тражи се извор ] |
| 28. август 2020.   | С        | Ђорђе Ивановић       | Олимпија Љубљана | Трансфер        | [ 28 ] [ 29 ]      |
| 7. септембар 2020. | С        | Немања Милетић       | Ал Раид          | Трансфер        | [ 30 ]             |
| 2. октобар 2020.   | О        | Душан Лалатовић      | Телеоптик        | Позајмица       | [ 31 ]             |
| 5. октобар 2020.   | Н        | Умар Садик           | Алмерија         | Трансфер        | [ 32 ]             |
| 5. октобар 2020.   | О        | Драган Чубра         | ТСЦ Бачка Топола | Слободан играч  | [ тражи се извор ] |
| 7. октобар 2020.   | Н        | Бојан Матић          | Атромитос        | Позајмица       | [ 33 ]             |
| 7. октобар 2020.   | С        | Миљан Момчиловић     | Телеоптик        | Позајмица       | [ тражи се извор ] |
| 16. октобар 2020.  | Н        | Немања Николић       | Ал Раид          | Трансфер        | [ 34 ] [ 35 ]      |
| 20. октобар 2020.  | Н        | Урош Витас           | Ал Кадисија      | Трансфер        | [ 36 ] [ 37 ]      |
| 1. јануар 2021.    | Н        | Филип Стевановић     | Манчестер Сити   | Трансфер        | [ 14 ]             |
| 11. јануар 2021.   | ГК       | Ђорђе Вуканић        | Спартак Суботица | Слободан играч  | [ 38 ]             |
| 13. јануар 2021.   | Н        | Слободан Станојловић | Лозница          | Позајмица       | [ 39 ]             |
| 20. јануар 2021.   | О        | Периша Пешукић       | Нови Пазар       | Позајмица       | [ 40 ] [ 41 ]      |
| 29. јануар 2021.   | Н        | Петар Гигић          | Нови Пазар       | Позајмица       | [ 42 ]             |

## Играчи

### Информације о играчком кадру
| Број      | Име и презиме       | Националност                 | Позиција | Датум рођења        | Бивши клуб               | Напомене         |
| Голмани   | Голмани             | Голмани                      | Голмани  | Голмани             | Голмани                  | Голмани          |
| --------- | ------------------- | ---------------------------- | -------- | ------------------- | ------------------------ | ---------------- |
| 1         | Матија Гочманац     | Србија                       | ГК       | 5. август 2003.     | Омладинске категорије    |                  |
| 41        | Александар Поповић  | Србија                       | ГК       | 29. септембар 1999. | Омладинске категорије    |                  |
| 85        | Немања Стевановић   | Србија                       | ГК       | 8. мај 1992.        | Чукарички                |                  |
| 88        | Владимир Стојковић  | Србија                       | ГК       | 28. јул 1983.       | Нотингем Форест          | Капитен          |
| Одбрана   |                     |                              |          |                     |                          |                  |
| 3         | Маки Бањак          | Камерун                      | ЦБ       | 7. јун 1995.        | Олимпија Љубљана         |                  |
| 4         | Душан Лалатовић     | Србија · Мађарска            | ЦБ/ДМ    | 29. новембар 1998.  | ДАК 1904 Дунајска Стреда |                  |
| 5         | Игор Вујачић        | Црна Гора · Србија           | ЦБ       | 8. август 1994.     | Зета                     |                  |
| 15        | Урош Витас          | Србија                       | ЦБ       | 6. јул 1992.        | Иртиш Павлодар           |                  |
| 23        | Бојан Остојић       | Србија                       | ЦБ       | 12. фебруар 1984.   | Чукарички                | Заменик капитена |
| 26        | Александар Миљковић | Србија                       | РБ       | 26. фебруар 1990.   | Алашкерт                 |                  |
| 31        | Рајко Брежанчић     | Србија · Босна и Херцеговина | ЛБ       | 21. август 1989.    | Малага                   |                  |
| 72        | Слободан Урошевић   | Србија                       | ЛБ       | 15. април 1994.     | Напредак Крушевац        |                  |
| Везни ред |                     |                              |          |                     |                          |                  |
| 6         | Бибрас Натхо        | Израел                       | ЦМ       | 18. фебруар 1988.   | Олимпијакос              |                  |
| 7         | Денис Стојковић     | Србија · Италија             | АМ       | 3. август 2002.     | Слободан играч           |                  |
| 10        | Лазар Павловић      | Србија                       | АМ       | 2. новембар 2001.   | Омладинске категорије    |                  |
| 16        | Саша Здјелар        | Србија                       | ДМ       | 20. март 1995.      | Олимпијакос              |                  |
| 17        | Миљан Момчиловић    | Србија                       | ДМ       | 17. март 2001.      | Омладинске категорије    |                  |
| 19        | Александар Шћекић   | Црна Гора · Србија           | ДМ       | 12. децембар 1991.  | Генчлербирлиги           |                  |
| 20        | Сејдуба Сума        | Гвинеја                      | АМ       | 11. јун 1991.       | Слован Братислава        |                  |
| 99        | Милан Смиљанић      | Србија                       | ДМ       | 19. новембар 1986.  | Хапоел Ашкелон           | Заменик капитена |
| Нападачи  |                     |                              |          |                     |                          |                  |
| 9         | Умар Садик          | Нигерија                     | ЦФ       | 2. фебруар 1997.    | Рома                     |                  |
| 11        | Такума Асано        | Јапан                        | ФВ       | 10. новембар 1994.  | Арсенал                  |                  |
| 32        | Никола Штулић       | Србија                       | ЦФ       | 8. септембар 2001.  | Омладинске категорије    |                  |
| 50        | Лазар Марковић      | Србија                       | РВ       | 2. март 1994.       | Фулам                    |                  |
| 70        | Никола Чолић        | Србија                       | ФВ / РВ  | 17. август 2002.    | Омладинске категорије    |                  |
| 77        | Немања Јовић        | Босна и Херцеговина · Србија | ФВ / ЛВ  | 8. август 2002.     | Омладинске категорије    |                  |
| 80        | Филип Стевановић    | Србија                       | ЛВ       | 25. септембар 2002. | Омладинске категорије    |                  |
| 87        | Никола Лакчевић     | Србија                       | ФВ / РВ  | 28. октобар 1999.   | ОФК Београд              |                  |
| 91        | Бојан Матић         | Србија                       | ЦФ       | 22. децембар 1991.  | Војводина                |                  |
| 97        | Александар Лутовац  | Србија                       | РВ / РБ  | 28. јун 1997.       | Рад                      |                  |

## Пријатељски мечеви
| Партизан                  | 2—0      | Трепча |
| ------------------------- | -------- | ------ |
| - Ивановић 9’ - Садик 44’ | Извештај |        |

| Партизан                       | 2—2      | Младост Лучани              |
| ------------------------------ | -------- | --------------------------- |
| - Натхо 42’ (пен.) - Садик 44’ | Извештај | - Крајишник 58’ - Бабић 72’ |

| Партизан                | 2—1      | Златибор    |
| ----------------------- | -------- | ----------- |
| - Садик 31’ - Асано 53’ | Извештај | - Адама 48’ |

| Партизан                                            | 4—0      | Пролетер Нови Сад |
| --------------------------------------------------- | -------- | ----------------- |
| - Натхо 45’ - Марковић 52’ - Сума 61’ - Здјелар 87’ | Извештај |                   |

## Суперлига Србије

### Табела
|  | М | Клуб                  | Одиг. | Поб. | Нер. | Пор. | ГД | ГП | ГР  | Бод. |
|  | - | --------------------- | ----- | ---- | ---- | ---- | -- | -- | --- | ---- |
|  | 1 | Црвена звезда         | 7     | 7    | 0    | 0    | 21 | 3  | +18 | 21   |
|  | 2 | Спартак Ждрепчева крв | 7     | 5    | 1    | 1    | 19 | 6  | +13 | 16   |
|  | 3 | Партизан              | 7     | 5    | 0    | 2    | 21 | 7  | +14 | 15   |
|  | 4 | Раднички Ниш          | 7     | 5    | 0    | 2    | 11 | 7  | +4  | 15   |
|  | 5 | Чукарички             | 7     | 4    | 2    | 1    | 15 | 6  | +9  | 14   |
|  | 6 | Војводина             | 6     | 4    | 2    | 0    | 14 | 7  | +7  | 14   |

### Резултати по колима
| Коло     | 1  | 2  | 3  | 4  | 5  | 6  | 7  | 8  | 9 | 10 | 11 | 12 | 13 | 14 | 15 | 16 | 17 | 18 | 19 | 20 | 21 | 22 | 23 | 24 | 25 | 26 | 27 | 28 | 29 | 30 | 31 | 32 | 33 | 34 | 35 | 36 | 37 | 38 |
| -------- | -- | -- | -- | -- | -- | -- | -- | -- | - | -- | -- | -- | -- | -- | -- | -- | -- | -- | -- | -- | -- | -- | -- | -- | -- | -- | -- | -- | -- | -- | -- | -- | -- | -- | -- | -- | -- | -- |
| Д/Г      | Г  | Г  | Д  | Г  | Д  | Г  | Д  | Г  | Д | Г  | Д  | Г  | Д  | Г  | Д  | Г  | Д  | Г  | Д  | Д  | Д  | Г  | Д  | Г  | Д  | Г  | Д  | Г  | Д  | Г  | Д  | Г  | Д  | Г  | Д  | Г  | Д  | Г  |
| Резултат | ПБ | ПЗ | ПБ | ПБ | ПБ | ПЗ | ПБ | ПБ |   |    |    |    |    |    |    |    |    |    |    |    |    |    |    |    |    |    |    |    |    |    |    |    |    |    |    |    |    |    |
| Позиција | 5  | 8  | 7  | 4  |    | 5  |    |    |   |    |    |    |    |    |    |    |    |    |    |    |    |    |    |    |    |    |    |    |    |    |    |    |    |    |    |    |    |    |

- Легенда:

| Извор: Партизан |